# Dudleston Heath (Criftins)
Dudleston Heath (Criftins) är en by i civil parish Ellesmere Rural, i distriktet Shropshire, i grevskapet Shropshire, i England. Byn är belägen 10 km från Oswestry. Byn hade 534 invånare år 2021.